# N.S.V. Ovum Novum
De Nijmeegse Studentenvereniging Ovum Novum, kortweg: N.S.V. Ovum Novum (Latijn voor Nieuw Ei) is een studentenvereniging in Nijmegen.

## Karakter
De N.S.V. Ovum Novum is gebaseerd op de gelijkwaardigheid van de leden en heeft geen traditionele kennismakingstijd, geen godsdienstige grondslag en geen anciënniteit. Wel kent Ovum Novum een negendaagse eigen introductie.
De vereniging gebruikt de kleuren paars en geel als verenigingskleuren. Het verenigingsteken is een opengewerkt ei met daarin het silhouet van de stad Nijmegen (v.l.n.r. het Erasmusgebouw, de oude zeepfabriek, de Sint-Nicolaaskapel, het stadhuis, de Sint-Stevenskerk en de Waalbrug) en gaat vergezeld van de tekst Nijmeegse Studentenvereniging Ovum Novum.
In september 2021 telde Ovum Novum meer dan 700 leden, die Ovianen worden genoemd.

## Geschiedenis
De N.S.V. Ovum Novum vindt haar oorsprong in café De Spot (thans café De Overkant) in Nijmegen, waar vier studenten op 20 mei 1990 besloten tot de oprichting van een nieuwe studentenvereniging. Er was belangstelling en in het najaar van 1990 tijdens een overleg in Nunspeet werd de vereniging in zijn geheel vormgegeven. Het volgende jaar werd een nieuwe groep studenten toegelaten, die de eerste Eigen Introductie liepen.
De N.S.V. Ovum Novum was jarenlang op zoek naar een eigen pand, en moest enkele keren verplaatsen vanwege ledengroei. In 1994 werden de onderhandelingen met de gemeente Nijmegen gestart voor een eigen sociëteit. Nadat het Waaggebouw door de gemeente was afgewezen, verliet Ovum op 8 maart 1995 de te klein geworden kelderverdieping van het U-huis aan de Professor van Weliestraat en betrok voorlopig de kelder van De Valkenier in de Hertogstraat. De universiteit kocht voor 1,7 miljoen gulden (vergoed door de gemeente) het Dacapopand aan op de hoek van de Hertogstraat en de Sint Canisiussingel; het tot 'Hertog Canispand' hernoemde dubbelpand zou zowel de N.S.V. Ovum Novum als de N.S.V. Carolus Magnus huisvesten. Op 13 november 1996 werd uiteindelijk de nieuwe sociëteit van Ovum geopend, maar hoewel dit in vergelijking met de vorige locaties een "kasteel" was, is de naam De Kelder in gebruik gebleven. Tevens trad de N.S.V. Ovum Novum in 1996 toe tot de algemene studentenkoepel Aurora, waarbinnen zij jarenlang samenwerkte met A.S.V. Taste, S.V.R. Gaudium en A.S.V. Dizkartes. In het jaar 2006-2007 is de N.S.V. Ovum Novum uit dit verband gestapt en is zij in 2008 toegetreden tot de Federatie van Unitates en Bonden. De verenigingen waarmee de N.S.V. Ovum Novum in de Federatie zat, zijn de Delftsche Studentenbond, de E.S.V. Demos, SSR-W en Unitas Studiosorum Groningana. Na verminderde interesse is de N.S.V. Ovum Novum in het jaar 2013-2014 uit dit verband gestapt.
In de periode 1998-2005 waren er weinig nieuwe aanmeldingen, maar vanaf 2006 was er sprake van een nieuwe groeigolf.
In november 2013 doneerde Ovum Novum 50% van de opbrengst van haar open feest (€3.000,-) aan giro 555 voor hulp aan de door tyfoon Haiyan getroffen Filipijnen. Damesgenootschap Poes doneerde in mei 2014 middels het Goede Doelen Feest €377,51 aan Voedselbank Nijmegen.
In het bestuursjaar 2009-2010 vierde de N.S.V. Ovum Novum haar vierde lustrum met grote feesten en activiteiten. In 2014 werd een recordgroei bereikt van 155 eerstejaars, waarmee de vereniging uitkwam op 548 leden. De festiviteiten rond het vijfde lustrum werden op 17 september 2014 geopend met een diner in de Sint-Stevenskerk.

## Structuur
Bij de N.S.V. Ovum Novum staan jaarclubs centraal, elk eerstejaars lid maakt deel uit van een herenjaarclub of damesjaarclub. Daarnaast kent de vereniging meerdere verticale structuren, welke bestaan uit jaarclubs uit verschillende jaarlagen. Een jaarclub kan in het tweedejaar toetreden tot een verticale. In het tweede jaar kan een individueel lid worden uitgenodigd om zich aan te sluiten bij een genootschap. In 2021 kende Ovum Novum 4 Heerengenootschappen (HG Donders, HG Sabre, HG de Boekaniers en HG Ursus) en 5 Damesgenootschappen (DG Poes, DG LIEF, DG Vonk, DG Serra en DG Impuls).
Naast Jaarclubs, Verticalen en Genootschappen staat N.S.V Ovum Novum ook bekend om haar commissies en gezelschappen. Gezelschappen zijn de verbanden waar mensen lid van worden met dezelfde interesse. Commissies vervullen diverse verenigingstaken, zoals het organiseren van activiteiten, het onderhouden van het pand, het draaien van tapdiensten en het faciliteren van verschillende voorzieningen voor de leden van N.S.V Ovum Novum.

## Samenwerking
De N.S.V. Ovum Novum was van 2008 tot 2014 lid van de Federatie van Unitates en Bonden (F.U.B.) in Nederland. Tevens is de vereniging aangesloten bij de Landelijke Kamer van Verenigingen (LKvV), gevestigd in Utrecht, en is aangesloten bij het Bestuurlijk Overleg Studentenverenigingen Nijmegen (BOS), waarin nog vier andere Nijmeegse studentenverenigingen actief zijn.

## Bekende oud-leden
- Bart Groothuis, Europarlementariër
- Reinoud Knops, cardioloog en medeontwikkelaar van de draadloze pacemaker
- Frederik Peters, Nijmeegs gemeenteraadslid en ondernemer
- Maarten Zeegers, schrijver en journalist over de Syrische Burgeroorlog[23]